# Zára megye
Zára megye (horvátul: Zadarska županija) Horvátországban a horvát tengermellék középső részén fekszik. Székhelye Zára.

## Fekvése
Zára megye a horvát Adria-part közepén kivételesen előnyös helyen fekszik. Pontos területe 7486,91 km2, ebből a szárazföldi terület 3641,91 km2, a tenger által elfoglalt terület 3845,00 km2, a szigetek területe 587,6 km2. A megye kiterjed Észak-Dalmácia tengerpartjára, Ravni kotari parti részére, Bukovica nyugati részére, a Zrmanjamentére (Pozrmanja) és Lika déli részére.

## Közigazgatás
A megyét 6 város és 28 község alkotja, melyek a következők:
| Városok: - Zára (megyeszékhely) - Benkovac - Biograd na Moru - Nin - Obrovac - Pag | Községek: - Bibinje - Galovac - Gračac - Jasenice - Kali - Kolan - Kukljica - Lišane Ostrovičke - Novigrad - Pakoštane - Pašman - Polača - Poličnik - Posedarje - Povljana - Preko - Privlaka - Ražanac - Sali - Stankovci - Starigrad - Sukošan - Sveti Filip i Jakov - Škabrnja - Tkon - Vir - Vrsi - Zemunik Donji |

## Külső hivatkozások
- Hivatalos honlap[halott link]